# فهرست روستاهای شهرستان کوهسرخ

موقعیت شهرستان کوهسرخ در استان

شهرستان کوهسرخ با نام‌های تاریخی بردارود و بژدارو یکی از شهرستان‌های استان خراسان رضوی در ایران است. مرکز این شهرستان، شهر ریوش است و براساس سرشماری عمومی نفوس و مسکن در سال ۱۳۹۵ جمعیت آن برابر با ۲۵٬۰۱۴ نفر بوده است. این شهرستان در تاریخ ۱۳ آذر ۱۳۹۸ از شهرستان کاشمر جدا و مستقل شده است. کوهسرخ در ۲۵ کیلومتری شمال کاشمر واقع شده است.

## فهرست روستاها
| ردیف            | نام روستا      | نگاره          | جمعیت سال ۱۳۸۵         | مختصات                                                                  |
| بخش مرکزی       | بخش مرکزی      | بخش مرکزی      | بخش مرکزی              | بخش مرکزی                                                               |
| دهستان برکوه    | دهستان برکوه   | دهستان برکوه   | دهستان برکوه           | دهستان برکوه                                                            |
| --------------- | -------------- | -------------- | ---------------------- | ----------------------------------------------------------------------- |
| ۱               | ایور           |                | ۲٬۶۲۷ نفر (۶۶۸ خانوار) | ۳۵°۲۸′۵۱″ شمالی ۵۸°۳۴′۵۴″ شرقی / ۳۵٫۴۸۰۸۳°شمالی ۵۸٫۵۸۱۶۷°شرقی           |
| ۲               | تنورچه         | بارگذاری تصویر | ۸۹۵ نفر (۲۳۸ خانوار)   | ۳۵°۲۳′۵۳٫۹۹″ شمالی ۵۸°۳۷′۳۴٫۰۰″ شرقی / ۳۵٫۳۹۸۳۳۰۶°شمالی ۵۸٫۶۲۶۱۱۱۱°شرقی |
| ۳               | کوشه‌نما        | بارگذاری تصویر | ۳۷۸ نفر (۱۱۲ خانوار)   | ۳۵°۲۶′۲۱٫۹۸″ شمالی ۵۸°۳۲′۴۰٫۹۹″ شرقی / ۳۵٫۴۳۹۴۳۸۹°شمالی ۵۸٫۵۴۴۷۱۹۴°شرقی |
| ۴               | موشک           |                | ۱٬۱۷۱ نفر (۳۳۱ خانوار) | ۳۵°۳۰′۲۵″ شمالی ۵۸°۳۲′۳۲″ شرقی / ۳۵٫۵۰۶۹۴°شمالی ۵۸٫۵۴۲۲۲°شرقی           |
| ۵               | نامق           |                | ۱٬۱۳۴ نفر (۴۰۳ خانوار) | ۳۵°۲۴′۴۷″ شمالی ۵۸°۴۵′۴۶″ شرقی / ۳۵٫۴۱۳۰۶°شمالی ۵۸٫۷۶۲۷۸°شرقی           |
| دهستان کوه سفید |                |                |                        |                                                                         |
| ۶               | اکبرآباد       | بارگذاری تصویر | ۲۳۱ نفر (۶۸ خانوار)    | ۳۵°۳۴′۸٫۰۰″ شمالی ۵۸°۳۳′۴۲٫۰۱″ شرقی / ۳۵٫۵۶۸۸۸۸۹°شمالی ۵۸٫۵۶۱۶۶۹۴°شرقی  |
| ۷               | بختیار         | بارگذاری تصویر | ۲۹۴ نفر (۷۹ خانوار)    | ۳۵°۲۹′۵۱٫۰۰″ شمالی ۵۸°۲۸′۳۹٫۰۰″ شرقی / ۳۵٫۴۹۷۵۰۰۰°شمالی ۵۸٫۴۷۷۵۰۰۰°شرقی |
| ۸               | تولا           |                | ۱٬۱۸۱ نفر (۳۲۸ خانوار) | ۳۵°۲۹′۵۶″ شمالی ۵۸°۲۹′۴۱″ شرقی / ۳۵٫۴۹۸۸۹°شمالی ۵۸٫۴۹۴۷۲°شرقی           |
| ۹               | چلپو           | بارگذاری تصویر | ۴۸۶ نفر (۱۱۲خانوار)    | ۳۵°۳۷′۴۳″ شمالی ۵۸°۲۹′۱۷″ شرقی / ۳۵٫۶۲۸۶۱°شمالی ۵۸٫۴۸۸۰۶°شرقی           |
| ۱۰              | علی‌آباد        | بارگذاری تصویر | ۹۷۹ نفر (۲۴۹ خانوار)   | ۳۵°۲۹′۵۳٫۹۹″ شمالی ۵۸°۲۸′۵۴٫۰۱″ شرقی / ۳۵٫۴۹۸۳۳۰۶°شمالی ۵۸٫۴۸۱۶۶۹۴°شرقی |
| ۱۱              | کوشه           | بارگذاری تصویر | ۱٬۱۱۳ نفر (۲۷۸ خانوار) | ۳۵°۲۷′۵۹″ شمالی ۵۸°۳۰′۹″ شرقی / ۳۵٫۴۶۶۳۹°شمالی ۵۸٫۵۰۲۵۰°شرقی            |
| ۱۲              | مکی            |                | ۱٬۴۷۴ نفر (۳۷۵ خانوار) | ۳۵°۲۷′۵۵″ شمالی ۵۸°۲۹′۵″ شرقی / ۳۵٫۴۶۵۲۸°شمالی ۵۸٫۴۸۴۷۲°شرقی            |
| بخش بررود       |                |                |                        |                                                                         |
| دهستان بررود    |                |                |                        |                                                                         |
| ۱۳              | بند قراء       |                | ۵۵۶ نفر (۱۶۴ خانوار)   | ۳۵°۳۰′۱۷″ شمالی ۵۸°۱۲′۳۹″ شرقی / ۳۵٫۵۰۴۷۲°شمالی ۵۸٫۲۱۰۸۳°شرقی           |
| ۱۴              | تجرود          | بارگذاری تصویر | ۲۱۶ نفر (۶۲ خانوار)    | ۳۵°۳۲′ شمالی ۵۸°۱۶′ شرقی / ۳۵٫۵۳۳°شمالی ۵۸٫۲۶۷°شرقی                     |
| ۱۵              | خرو            | بارگذاری تصویر | ۸۹ نفر (۳۰ خانوار)     | ۳۵°۳۰′۳۸٫۹۹″ شمالی ۵۸°۱۵′۳۶٫۰۰″ شرقی / ۳۵٫۵۱۰۸۳۰۶°شمالی ۵۸٫۲۶۰۰۰۰۰°شرقی |
| ۱۶              | طرق            |                | ۱٬۸۰۳ نفر (۵۴۱ خانوار) | ۳۵°۲۹′۱″ شمالی ۵۸°۲۴′۵۲″ شرقی / ۳۵٫۴۸۳۶۱°شمالی ۵۸٫۴۱۴۴۴°شرقی            |
| ۱۷              | قراچه          |                | ۵۹۰ نفر (۱۸۰ خانوار)   | ۳۵°۲۹′۵″ شمالی ۵۸°۲۳′۰″ شرقی / ۳۵٫۴۸۴۷۲°شمالی ۵۸٫۳۸۳۳۳°شرقی             |
| ۱۸              | کریز           | بارگذاری تصویر | ۹۹۶ نفر (۳۱۱ خانوار)   | ۳۵°۲۷′۴۲٫۹۸″ شمالی ۵۸°۱۷′۵۸٫۹۹″ شرقی / ۳۵٫۴۶۱۹۳۸۹°شمالی ۵۸٫۲۹۹۷۱۹۴°شرقی |
| ۱۹              | کلاته پایین‌دره | بارگذاری تصویر | ۲۸۱ نفر (۸۵ خانوار)    | ۳۵°۲۸′۳۲٫۰۲″ شمالی ۵۸°۱۹′۵۹٫۰۲″ شرقی / ۳۵٫۴۷۵۵۶۱۱°شمالی ۵۸٫۳۳۳۰۶۱۱°شرقی |
| ۲۰              | کلاته تیمور    | بارگذاری تصویر | ۱۵۳ نفر (۳۸ خانوار)    | ۳۵°۲۳′۵۲٫۰۱″ شمالی ۵۸°۲۱′۳۸٫۰۲″ شرقی / ۳۵٫۳۹۷۷۸۰۶°شمالی ۵۸٫۳۶۰۵۶۱۱°شرقی |
| دهستان تکاب     |                |                |                        |                                                                         |
| ۲۱              | اوندر          |                | ۱٬۵۷۲ نفر (۳۹۳ خانوار) | ۳۵°۳۶′۴۹″ شمالی ۵۸°۲۰′۳″ شرقی / ۳۵٫۶۱۳۶۱°شمالی ۵۸٫۳۳۴۱۷°شرقی            |
| ۲۲              | پشت پنجه       |                | خالی از سکنه           | ۳۵°۳۹′۱۲٫۲″ شمالی ۵۸°۲۵′۱۸٫۵″ شرقی / ۳۵٫۶۵۳۳۸۹°شمالی ۵۸٫۴۲۱۸۰۶°شرقی     |
| ۲۳              | توندر          | بارگذاری تصویر | ۸۶۷ نفر (۲۰۹ خانوار)   | ۳۵°۳۴′۵٫۹۹″ شمالی ۵۸°۱۶′۴۵٫۰۱″ شرقی / ۳۵٫۵۶۸۳۳۰۶°شمالی ۵۸٫۲۷۹۱۶۹۴°شرقی  |
| ۲۴              | داغی           | بارگذاری تصویر | ۳۲۵ نفر (۷۶ خانوار)    | ۳۵°۳۸′۱۳٫۹۹″ شمالی ۵۸°۱۱′۴۷٫۰۰″ شرقی / ۳۵٫۶۳۷۲۱۹۴°شمالی ۵۸٫۱۹۶۳۸۸۹°شرقی |
| ۲۵              | ده‌میان         | بارگذاری تصویر | ۸۴۳ نفر (۲۲۵ خانوار)   | ۳۵°۴۱′۵۴″ شمالی ۵۸°۱۶′۱۴″ شرقی / ۳۵٫۶۹۸۳۳°شمالی ۵۸٫۲۷۰۵۶°شرقی           |
| ۲۶              | خضرآباد        | بارگذاری تصویر | ۲۷۴ نفر (۶۹ خانوار)    | ۳۵°۳۸′۳۳″ شمالی ۵۸°۱۸′۱۸″ شرقی / ۳۵٫۶۴۲۵۰°شمالی ۵۸٫۳۰۵۰۰°شرقی           |
| ۲۷              | خضربیگ         |                | ۱٬۱۵۸ نفر (۲۸۹ خانوار) | ۳۵°۳۵′۱۸″ شمالی ۵۸°۲۱′۴۹″ شرقی / ۳۵٫۵۸۸۳۳°شمالی ۵۸٫۳۶۳۶۱°شرقی           |
| ۲۸              | سنجدک          | بارگذاری تصویر | ۳۳۵ نفر (۱۰۰ خانوار)   | ۳۵°۳۴′ شمالی ۵۸°۱۳′ شرقی / ۳۵٫۵۶۷°شمالی ۵۸٫۲۱۷°شرقی                     |
| ۲۹              | قصون           |                | ۴۹۶ نفر (۱۳۰ خانوار)   | ۳۵°۳۷′۲″ شمالی ۵۸°۱۶′۳۶″ شرقی / ۳۵٫۶۱۷۲۲°شمالی ۵۸٫۲۷۶۶۷°شرقی            |